# Scorpions
Gli Scorpions sono un gruppo musicale hard & heavy tedesco, fondato nel 1965 nella città di Hannover (all'epoca Germania Ovest) dal chitarrista Rudolf Schenker.
Influenzati largamente dall'atmosfera degli anni sessanta, gli Scorpions divennero famosi negli anni ottanta con i brani Still Loving You, Rock You Like a Hurricane, No One Like You e Wind of Change.
Tra i massimi esponenti storici del heavy metal, la band ha venduto in sessant'anni di attività più di cento milioni di dischi nel mondo.

## Storia del gruppo

### Gli esordi (1965 - 1973)

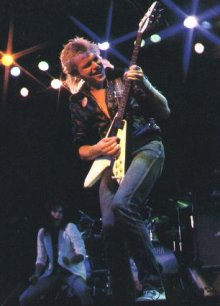
Michael Schenker, fratello del fondatore Rudolf

Rudolf Schenker, chitarrista ritmico e maggiore compositore della band, fondò il suo primo gruppo musicale nel 1965. Questa band rimase nell'anonimato per circa quattro anni fino a che nel 1969 Schenker, dopo aver rinominato definitivamente il gruppo Scorpions, ingaggiò suo fratello minore Michael Schenker e il cantante Klaus Meine, iniziando a perfezionare i suoi canoni musicali. Nel 1972 il gruppo, ormai pronto per l'esordio ufficiale nelle scene musicali, pubblicò il suo album di debutto, intitolato Lonesome Crow, con Lothar Heimberg al basso e Wolfgang Dziony alla batteria. Durante il Lonesome Crow tour, gli Scorpions suonarono numerose tappe al fianco del gruppo britannico UFO. Questo gruppo offrì un importante ingaggio come chitarrista principale a Michael Schenker che decise perciò di lasciare il gruppo venendo sostituito temporaneamente da Ulrich Roth.
La partenza di Schenker fece sì che gli Scorpions si sciogliessero. Nel 1973 Ulrich Roth ottenne una proposta da Rudolf di rifondare il gruppo ma il chitarrista preferì rimanere fedele alla sua band, denominata Dawn Road. Roth, che però desiderava lavorare con Schenker, invitò il musicista a unirsi al suo gruppo. Con un po' di esitazione, Rudolf accettò e completò la formazione affiancandosi al bassista Francis Buchholz e al batterista Jürgen Rosenthal. Dopo poche settimane il cantante Klaus Meine fu inserito nel gruppo e la formazione decise di rinominarsi nuovamente Scorpions, essendo ormai un nome celebre nell'underground hard rock tedesco grazie alla precedente pubblicazione.

### I primi album (1974 - 1978)
Nel 1974 la nuova formazione degli Scorpions pubblicò Fly to the Rainbow, album che ottenne maggiore successo rispetto a Lonesome Crow grazie anche a celebri tracce come "Speedy's Coming" e "Fly to the Rainbow". Poco dopo l'uscita del disco, Jurgen Rosenthal lasciò la band per arruolarsi nell'esercito e fu sostituito dal batterista belga Rudy Lenners.
Dopo un tour la band tornò in studio di registrazione affiancata dal celebre produttore Dieter Dierks e nel 1975 pubblicò un nuovo album, intitolato In Trance. Il disco presentò un suono totalmente rinnovato e gli Scorpions poterono fermamente stabilizzare il loro sound hard rock, guadagnando sempre di più l'apporto dei fans. Tracce come "Dark Lady", "Robot Man" e "In Trance" rimasero celebri nella storia del gruppo.
Nel 1976 gli Scorpions pubblicarono un nuovo album, intitolato Virgin Killer, che fece guadagnare alla band il suo primo disco d'oro il quale ricevette pesanti critiche a causa della sua copertina, la quale mostrava una ragazza preadolescente completamente nuda. Nonostante le controversie, l'album vendette un buon numero di copie e ottenne ottime parole da parte dei critici. Nel 1977 Rudy Lenners lasciò il gruppo a causa di problemi di salute e fu sostituito da Herman Rarebell.
Il seguito di Virgin Killer, intitolato Taken by Force, fu il primo album degli Scorpions ad essere pubblicato negli Stati Uniti dalla RCA Records, l'etichetta internazionale del gruppo. Il singolo "Steamrock Fever" ottenne un ottimo successo radio e permise all'album di vendere una buona quantità di copie. Roth non era però contento del lavoro dell'etichetta discografica e, in disaccordo con gli altri membri, decise di lasciare il gruppo durante il tour giapponese per unirsi alla sua nuova band, gli Electric Sun. Dal concerto oltreoceano fu comunque realizzato un album live intitolato Tokyo Tapes che fu pubblicato in tutto il mondo. Nel 1978, dopo una lunga serie di audizioni, Matthias Jabs divenne il nuovo chitarrista degli Scorpions.

### All'apice del successo (1979 - 1990)

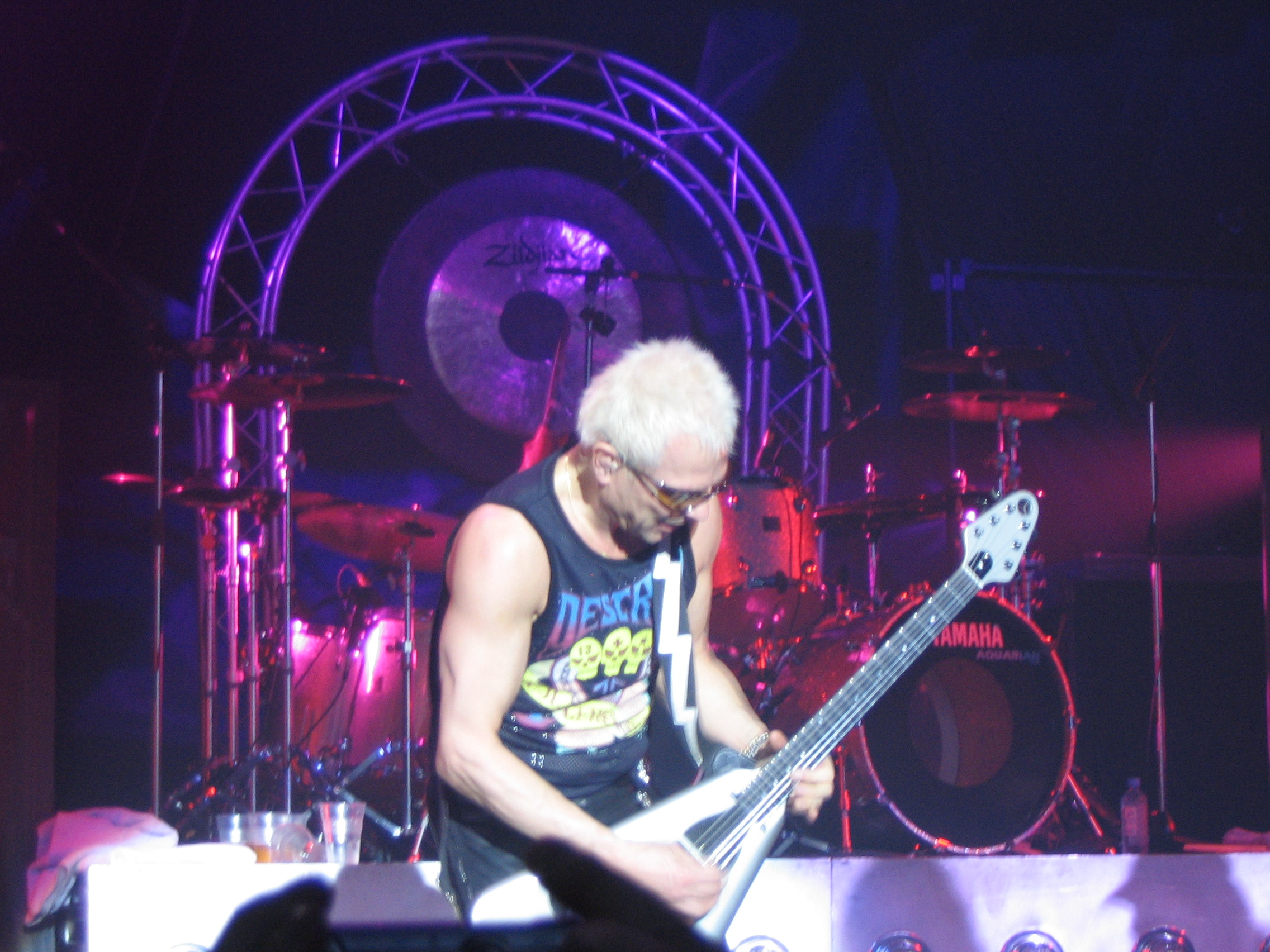
Rudolf Schenker, la colonna portante del gruppo.

Nel 1979 gli Scorpions lasciarono la RCA per firmare un contratto con la Mercury Records. Inoltre Michael Schenker, che era stato qualche settimana prima espulso dagli UFO a causa della sua ubriachezza, tornò nel gruppo per un breve periodo e partecipò alle registrazioni di un nuovo album. Il disco, uscito lo stesso anno con titolo Lovedrive, è considerato uno dei migliori prodotti del gruppo. L'album, che avrebbe dovuto essere (negli obbiettivi della band) il più grande successo Hard Rock mai realizzato in casa Scorpions, centrò in pieno l'obiettivo, e resta (dopo aver ricevuto il premio per il miglior disco dell'anno, davanti ad addirittura Highway to Hell degli AC/DC) tuttora uno dei migliori album di sempre del quintetto teutonico. Grazie a tracce immortali come "Loving You Sunday Morning", "Holiday" e la strumentale "Coast to Coast". L'album fu provocatoriamente votato "Best album sleeve of 1979" dalla rivista Playboy grazie alla sua provocante copertina, in cui un uomo osserva il seno nudo di una donna ricoperto soltanto da una specie di gomma da masticare che si va a collegare direttamente alla sua mano. Lovedrive salì alla posizione n. 55 delle classifiche americane e vendette un gran numero di copie in tutto il mondo.
Finite le registrazioni Michael fu convinto a restare nel gruppo e Matthias Jabs fu licenziato. Dopo poche settimane di tour, Michael fu licenziato nuovamente a causa del suo alcolismo e Jabs tornò nella band. Nel 1980 la band pubblicò l'album Animal Magnetism, ancora con una cover provocante nella quale una donna è raffigurata in ginocchio di fronte al torso di un uomo. Il disco rappresenta la virata verso il pop metal, anche se già negli anni settanta alcune canzoni ricalcavano questo genere. Nonostante ottime tracce come "The Zoo" e "Make It Real", l'album non fu ben accolto dalla critica. Poco dopo questa uscita, Meine dovette abbandonare momentaneamente a causa di problemi alle corde vocali.

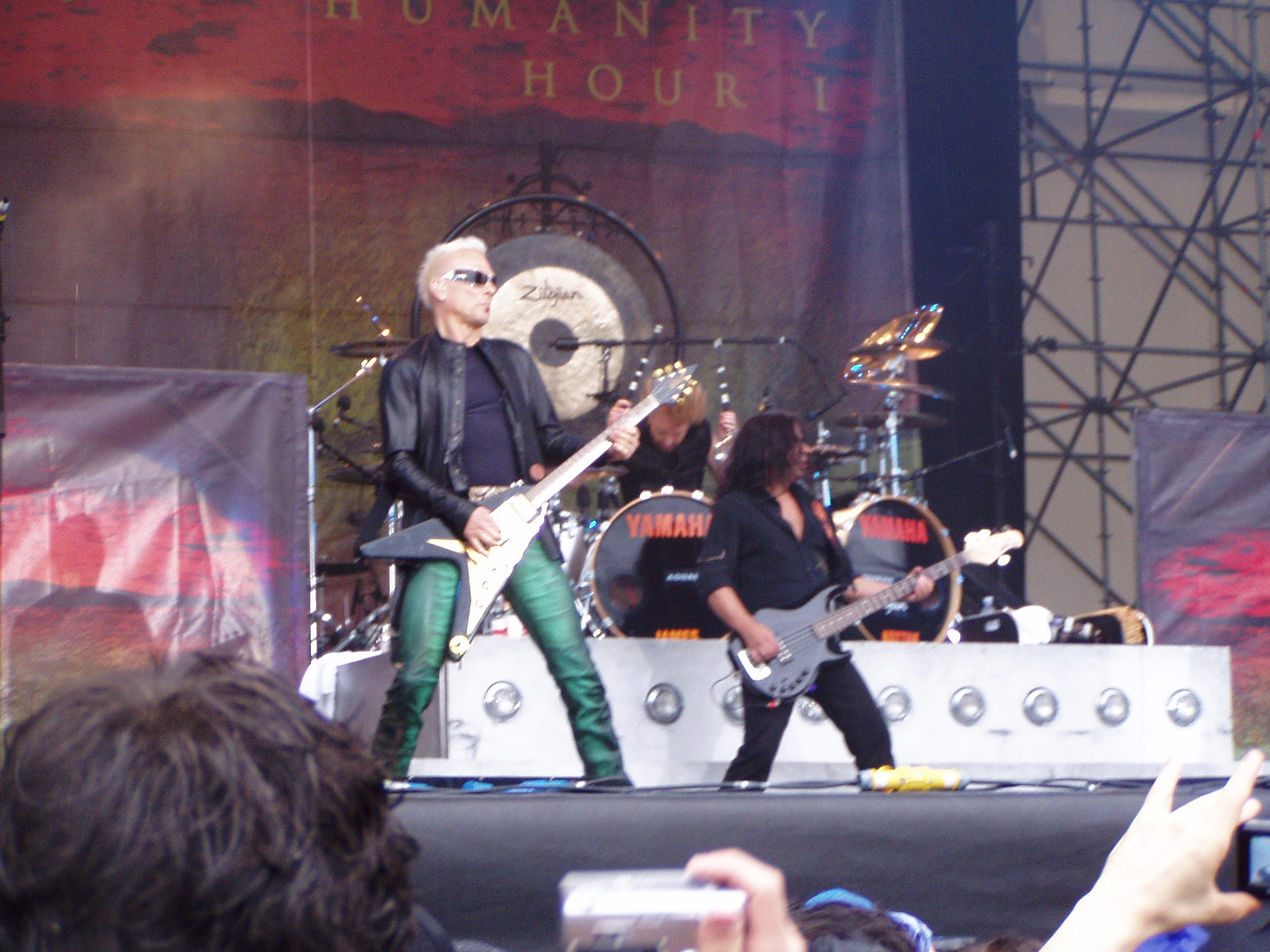
Gli Scorpions.

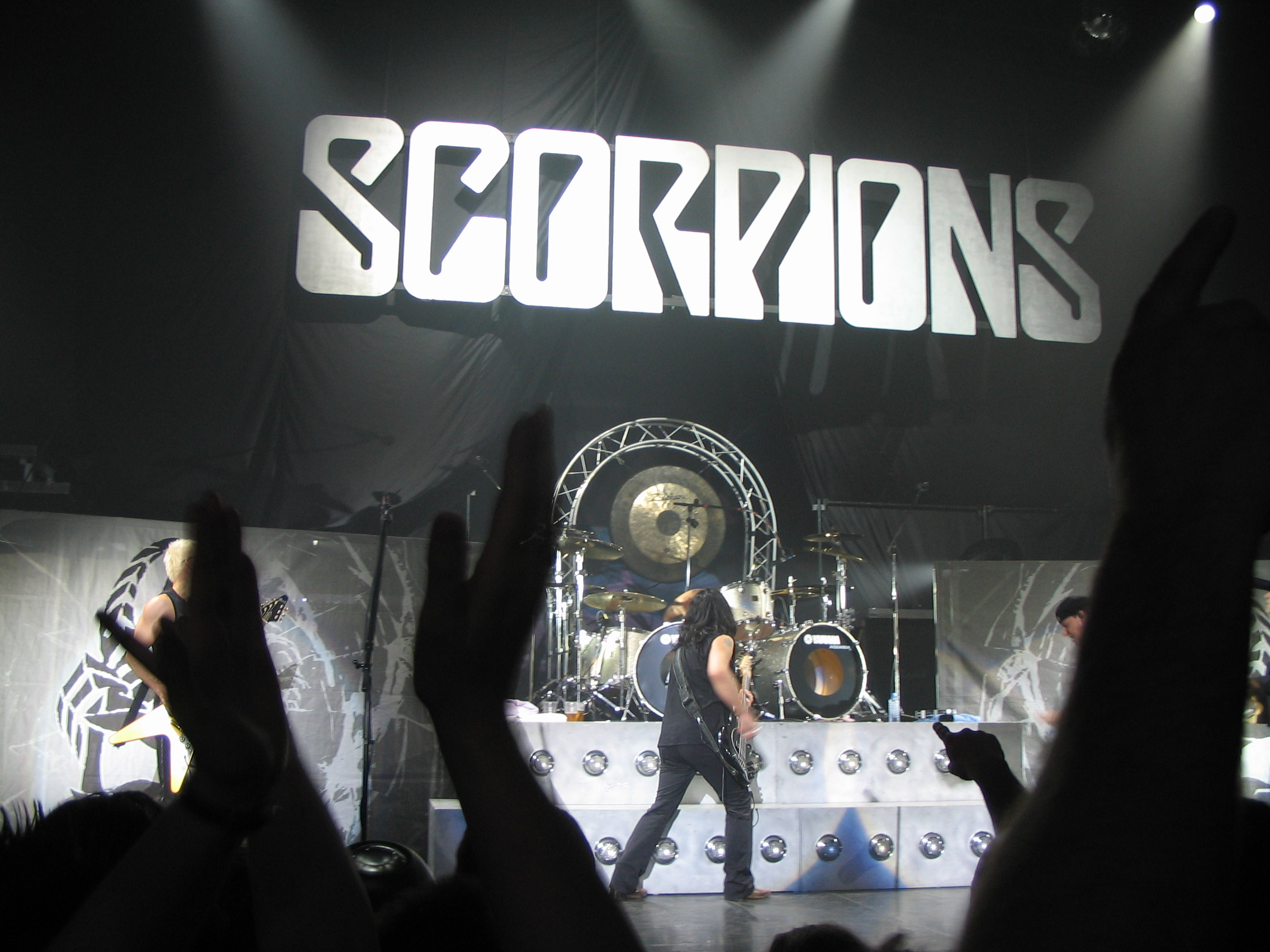
Gli Scorpions in Concerto e il relativo logo sullo sfondo.

#### Il successo di Blackout
Nel 1981 Meine perse la voce così gravemente che gli fu annunciato che non avrebbe potuto più parlare correttamente. Durante la convalescenza di Meine, il gruppo iniziò a lavorare a un nuovo album con il contributo del cantante Don Dokken, ma la ripresa di Meine fu straordinaria e, rientrato nel gruppo, completò le registrazioni di Blackout con la voce in perfetto ordine. Nel disco Don Dokken collaborò notevolmente alle parti corali per permettere a Meine di non sforzarsi troppo e di completare quindi le sue cure.
Blackout divenne uno dei best selling del gruppo; si posizionò undicesimo in Inghilterra, primo in Germania, negli Stati Uniti, in Francia, in Giappone, Austria, Svezia e Svizzera. Divenne Disco di Platino grazie alle canzoni come Dynamite, Can't Live Without You, When the Smoke Is Going Down, Arizona, Blackout e No One Like You.; fu presentato durante il loro secondo tour negli Stati Uniti d'America (supportati per l'occasione dai giovani Iron Maiden).
Nel Blackout World Tour gli Scorpions useranno per la prima e unica volta una mascotte nei loro concerti: era la cover della copertina di Blackout. Da Blackout in poi, nei loro concerti gli Scorpions crearono "la piramide": tutti i componenti formavano una piramide umana, altre volte la piramide era formata solo da Rudolf Schenker (sempre alla sinistra), Matthias Jabs (sempre alla destra) e Klaus Meine che stava sempre sulle gambe dei compagni.
Il 29 maggio 1983 il gruppo partecipò al US Festival che si tenne al Glen Helen park a San Bernadino, California, in qualità di co-headliners con i Van Halen davanti a ben 300.000 persone. In loro compagnia suonarono anche altre famose band tra le quali: Judas Priest, Ozzy Osbourne, U2, The Clash e altri.

#### L'apice:Love at First Sting
Nel 1984 il nuovo album, intitolato Love at First Sting, uno degli album più venduti della storia del rock, catapultò gli Scorpions nell'empireo del Rock e li trasformò in star internazionali.
Il disco scalò le classifiche e divenne doppio platino ma fu nuovamente criticato a causa della sua copertina che mostrava un uomo baciare una donna facendole allo stesso tempo un tatuaggio sulla coscia.
Molti negozi rifiutarono di vendere questo disco, e il fatto divenne una gag del film satirico This Is Spinal Tap. MTV fece inoltre a lungo girare i video di Rock You Like a Hurricane, Bad Boys Running Wild, Big City Nights e Still Loving You, contribuendo di fatto al successo del disco.
Nel 1985 gli Scorpions registrarono il live album World Wide Live, che giunse alla posizione n. 17 delle classifiche americane. Sempre nel 1985 gli Scorpions suonarono al famoso Rock in Rio tenutosi a Rio de Janeiro in compagnia di altri storici gruppi quali AC/DC, Iron Maiden, Queen, Whitesnake, Yes e Ozzy Osbourne.
Nel 1986 si esibirono al Monsters of Rock, per la prima volta in un paese oltre la cosiddetta cortina di ferro, in un periodo in cui i due blocchi orientale e occidentale erano ancora contrapposti dalla guerra fredda.

#### Savage AmusementeCrazy World

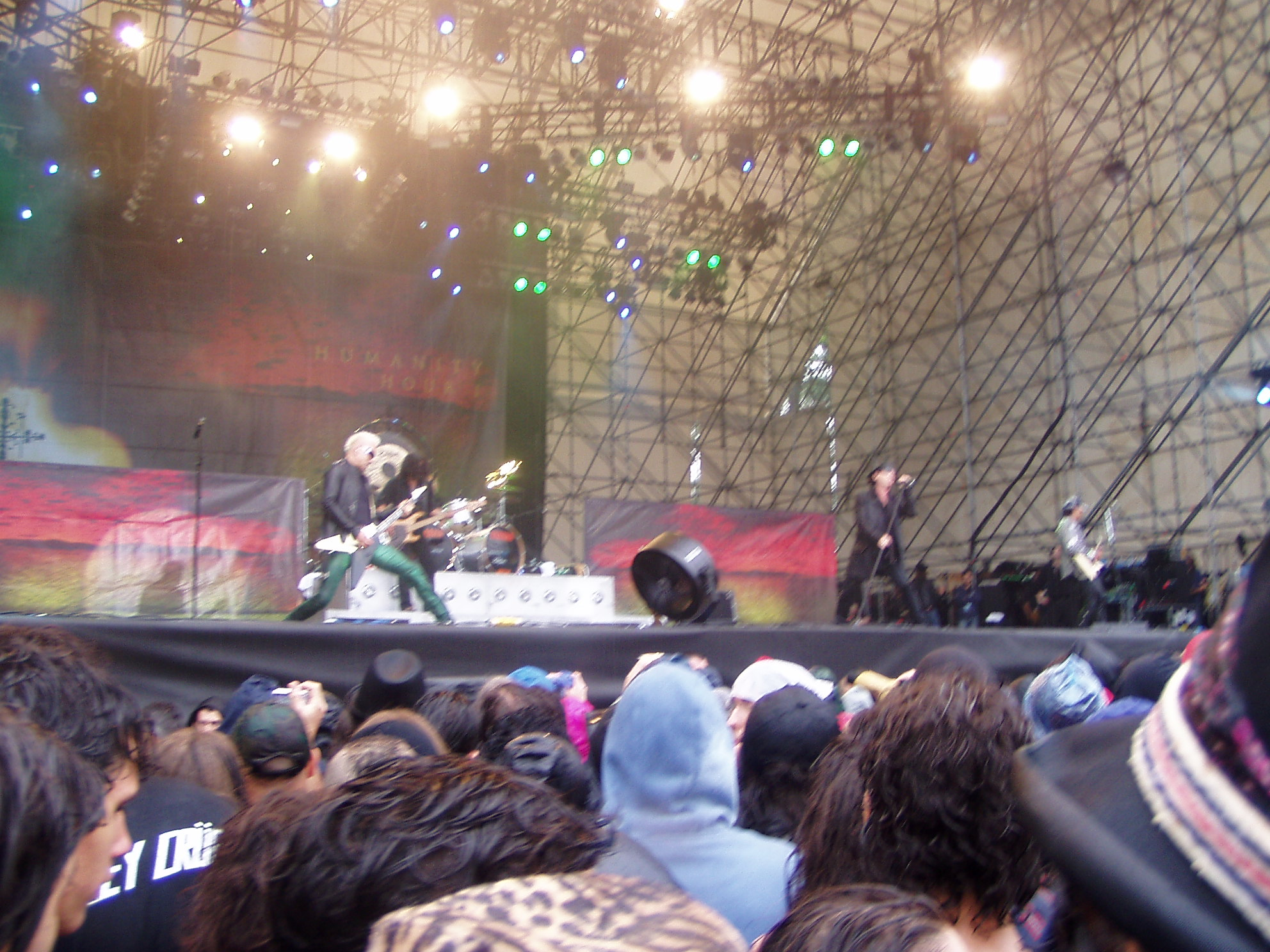
Gli Scorpions al Gods of Metal il 2 giugno 2007

Nel 1988 la band registrò un nuovo album, intitolato Savage Amusement. L'album si piazzò al numero tre delle classifiche annuali statunitensi e al primo in quelle Europee, e fu seguito da un ennesimo tour mondiale. Il disco nonostante presentasse un sound a tratti più vicino alle sonorità pop paragonabili allo stile dei Def Leppard, si rivelò un buon successo e vendette bene.
Durante il Savage Amusement tour gli Scorpions furono tra i primi gruppi dell'ovest a suonare nell'Unione Sovietica con una serie di 10 concerti a San Pietroburgo. Nel 1988 gli Scorpions andarono al Monster of Rock per la seconda volta facendo da headliner insieme ai Van Halen.
L'anno seguente la band tornò nuovamente in Russia per un'apparizione al Moscow Music Peace Festival e, come risultato, ottenne un'ottima popolarità in quest'area: era l'agosto 1989 e in compagnia di altre band occidentali, quali Bon Jovi, Mötley Crüe, Skid Row, Cinderella e Ozzy Osbourne, si esibirono di fronte a 260.000 rock fan russi, al Moscow's Lenin Stadium. Durante questa serie di esibizioni Meine sosterrà di aver visto i soldati dell'Armata Rossa piangere alle note di Holiday e questo gli diede l'ispirazione che lo porterà a scrivere successivamente la nota hit Wind of Change. Per chiudere il contratto con la casa discografica EMI, gli Scorpions pubblicano nel 1989 un album antologico intitolato Best of Rockers 'n' Ballads in cui spicca il brano inedito Can't Explain (cover dei The Who) e alcune versioni remixate dei loro successi. L'album ottiene un inaspettato successo vincendo il disco d'oro (il settimo della band) negli States e questo permette agli Scorpions di partecipare al megaconcerto organizzato da Roger Waters nel 1990 e chiamato appunto "The Wall" per celebrare la caduta del muro di Berlino cantando la canzone "In the Flesh". Il gruppo ha un ruolo importante tra gli artisti ospiti, eseguendo o accompagnando quattro canzoni.
Volendosi definitivamente distaccare dal suono prodotto nell'ultimo album, gli Scorpions licenziarono Dieter Dierks e assunsero come nuovo manager Keith Olsen. Tornati in studio, dopo il trionfante tour europeo la band incise Crazy World, disco che, grazie a un nuovo sound e a testi più partecipi alla travagliata scena politica del periodo, divenne un successo di vendite: con la sola Wind of Change, che fu pubblicata come singolo, la band riuscì a incassare una mostruosa somma di denaro, circa 7 milioni di dollari.
La ballata Wind of Change fu la canzone hit del 1991 in tutto il mondo, occupando la posizione numero 1 delle hit parade di 11 nazioni e ricevendo il World Music Award come miglior canzone che un gruppo tedesco abbia mai fatto.

### Gli anni novanta

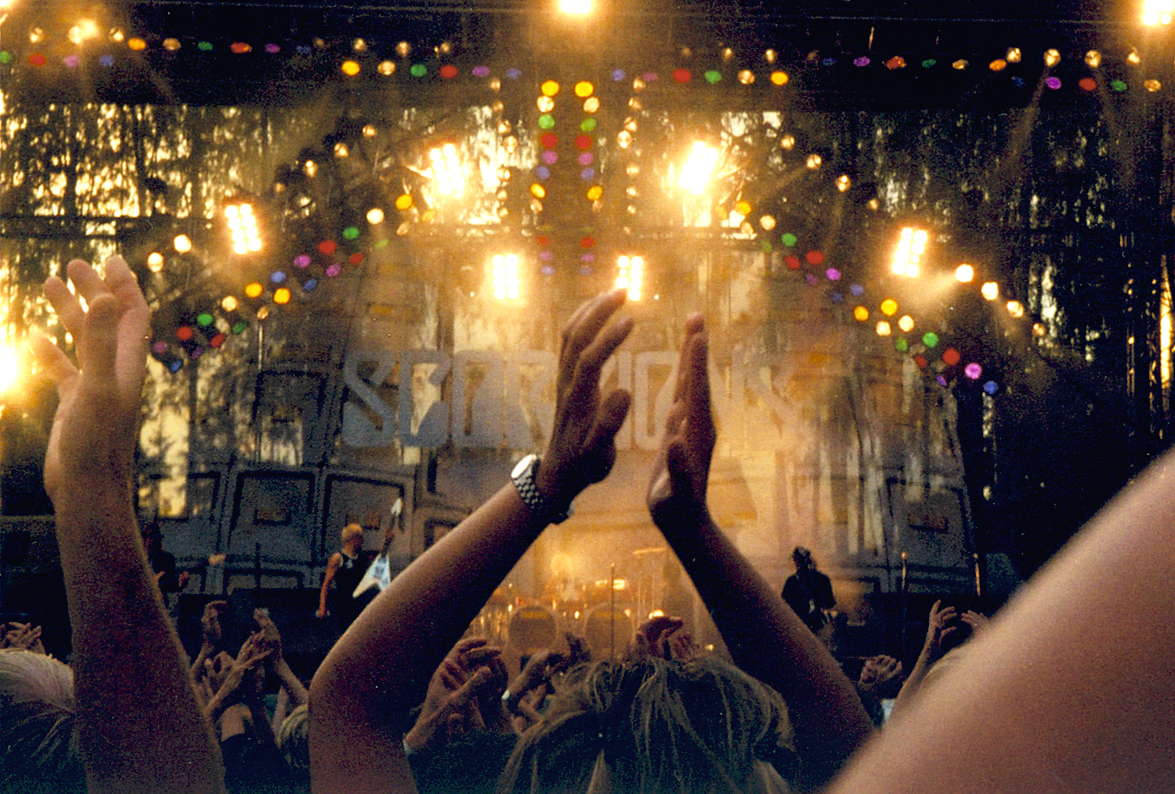
Gli Scorpions in concerto a Ankkarock in Finlandia il 3 agosto 2003

Nel 1992 Francis Buchholz venne licenziato dal gruppo a causa dei suoi grossi problemi con il fisco tedesco e fu sostituito da Ralph Rieckermann. Il bassista compare tuttavia sulla copertina dell'album antologico Still Loving You uscito in estate e contenente una collezione di ballate, più l'inedito Living for Tomorrow.
Nel 1993 gli Scorpions pubblicarono Face the Heat con il nuovo produttore Bruce Fairbairn. Per questo disco la band adottò un sound più metallico, sia per ribadire la sua origine hard&heavy, sia in risposta ai commenti, diffusi all'epoca, che inquadravano gli Scorpions come una band melodica e commerciale. I singoli Alien Nation e Under the Same Sun ottennero comunque un buon successo, seppure non paragonabile a quello raggiunto dal precedente Wind of Change.
In un'intervista per la promozione di Face the Heat, Klaus Meine disse:

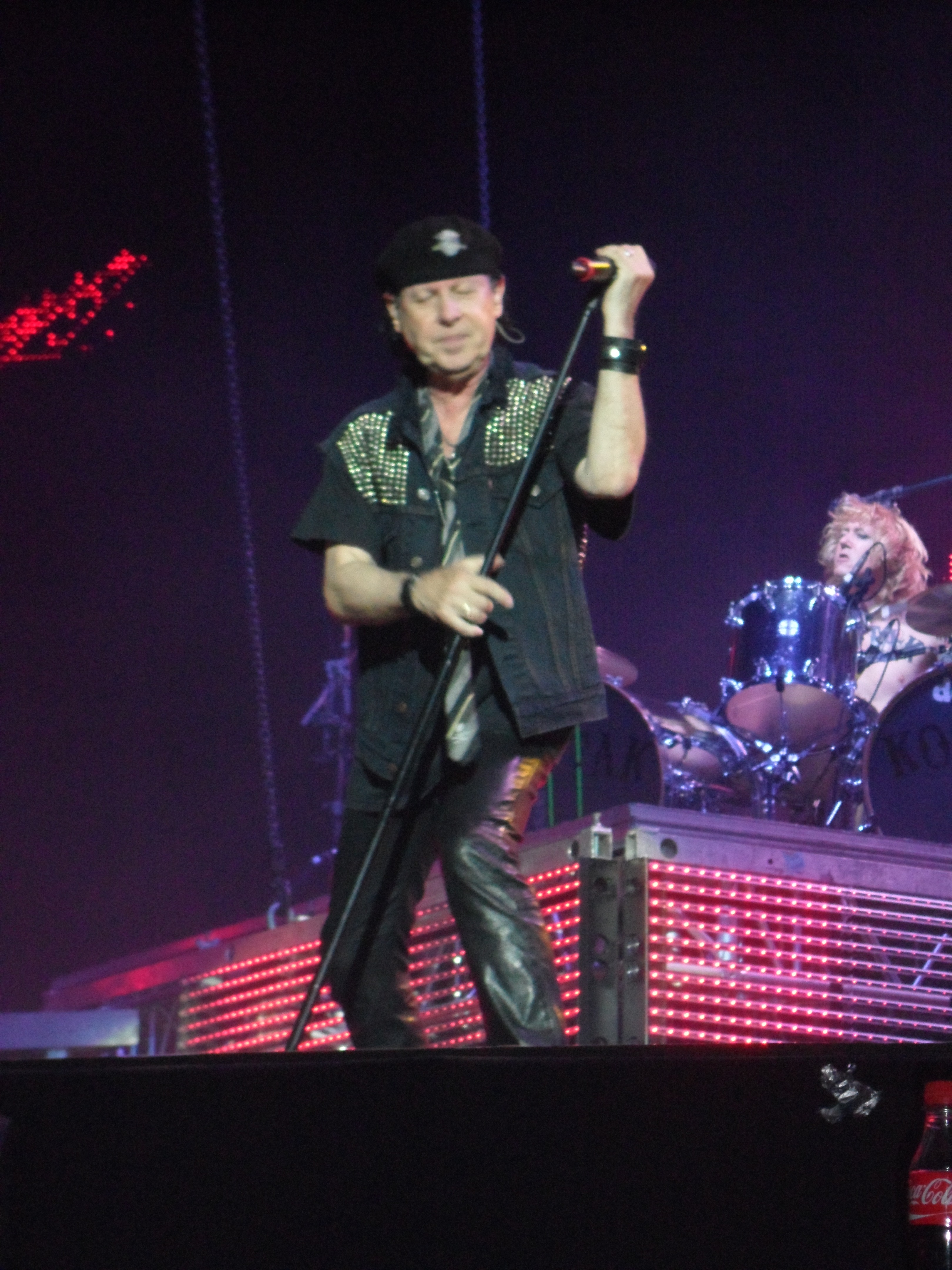
Klaus Meine
Ho composto questa canzone (Under the Same Sun) insieme a Mark Hudson, un compositore statunitense; Bruce Fairbairn mi ha detto «Klaus perché non componi una canzone insieme a qualcun altro, per vedere cosa succede». Così mi sono incontrato con Mark Hudson che aveva composto un paio di canzoni sul nostro ultimo album. Lui è un grande appassionato dei Beatles come me, con questa ottica siamo andati in un ristorante italiano cantando canzoni dei Beatles, una dopo l'altra. Il padrone del ristorante ci ha detto «... dovete tornare domani sera e cantare per noi, vi daremo da mangiare gratis». Il giorno dopo Mark è venuto a trovarmi con una chitarra da 30 dollari e mi ha fatto sentire la canzone Under the Same Sun; avevo la mia Video-camera e gli ho detto «Aspetta Mark che faccio un video». La stessa sera siamo andati in studio a Vancouver e abbiamo suonato la canzone; quello che si sente sul disco è la session originale.
Nel 1994 gli Scorpions vinsero per la seconda volta il World Music Award, successo amplificato da un concerto in tributo a Elvis Presley, assieme a Michael Jackson, tenutosi a Memphis. Nel 1995 fu pubblicato un nuovo live album, Live Bites, il quale documentò le esibizioni dal Savage Amusement Tour del 1988 al Face the Heat Tour del 1994. Sono presenti anche due brani inediti in versione studio: White Dove e Heroes Don't Cry.
Prima dell'uscita del tredicesimo disco da studio, Pure Instinct del 1996, il batterista Herman Rarebell, insoddisfatto per la direzione intrapresa dal gruppo, lasciò il gruppo per fondare una casa discografica. Curt Cress suonò sull'album prima che James Kottak divenisse il sostituto permanente. Pure Instinct presentò una notevole quantità di ballate e i singoli Wild Child e You and I ottennero un moderato successo.
Nel 1999 fu pubblicato Eye II Eye che presentò un cambio stilistico del gruppo, il quale utilizzò elementi mixati di derivazione pop e techno.
Il disco fu mal accolto dai fan e il video del singolo To Be No. 1, ispirato alla storia di Monica Lewinsky, rimase simbolo dell'insuccesso di questo album. Sulla cover di Eye to Eye erano presenti solo i membri storici, ovvero Jabs, Meine e Schenker.

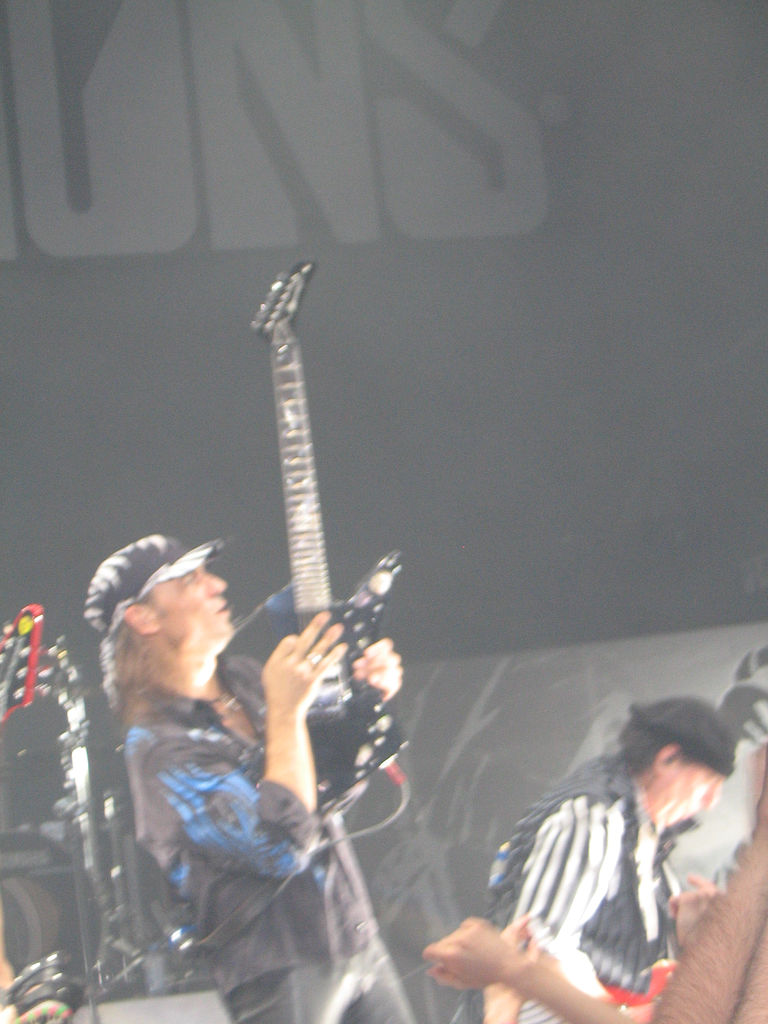
Matthias Jabs

Con la collaborazione della Berlin Philharmonic, il gruppo pubblicò un nuovo album, Moment of Glory, che fece riaffiorare le critiche sul gruppo, accusata di aver imitato l'idea della thrash metal band Metallica presentata nell'album live S&M, composto con la collaborazione della San Francisco Symphony.
Gli Scorpions si difesero sostenendo che questo progetto era già nato nel 1995 ma non aveva mai trovato modo di realizzarsi, ma comunque il disco si rivelò scarso in qualità e vendette poche copie.
Nel 2001 gli Scorpions pubblicarono Acoustica, album live con rivisitazioni in chiave acustica dei loro brani più celebri. Neanche quest'album, scarsamente apprezzato dai fan, riuscì a risollevare le sorti del gruppo.

### Unbreakable(2004-2006)

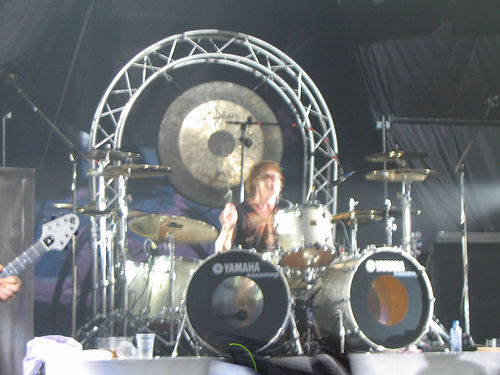
James Kottak

Nel 2004 gli Scorpions decisero di tornare al suono dei vecchi tempi e pubblicarono Unbreakable, disco che presentò un sound più pesante e ben gestito da tracce come New Generation, Love 'em Or Leave 'em e Deep and Dark, che vendette più dei precedenti. L'album (che vede l'entrata in scena del nuovo bassista Pavel Maciwoda) portò a un tour mondiale tra il 2005 e il 2006 (fatto in compagnia dei Judas Priest): di questo tour spicca la data del concerto al Wacken Open Air Festival dell'edizione 2006, concerto che si tiene annualmente a Wacken, vicino a Amburgo in Germania. Intitolato A Night To Remember il concerto durò quasi 3 ore con un totale di 62.000 fans. Quella sera al di fuori della line-up corrente della band (Rudolf Schenker, Klaus Meine, Matthias Jabs, James Kottak, Paweł Mąciwoda) erano presenti anche Uli Jon Roth (chitarrista della band tra il 1973 e il 1978), Michael Schenker (anche lui chitarrista, nella band tra il 1969 e il 1972 e 1979, fratello minore di Rudolf Schenker), Herman Rarebell (batterista dal 1977 al 1995). Come ospite ci fu anche Tyson Schenker, il figlio di Michael e chitarrista di ottimo livello che eseguì il famoso Bolero di Ravel. Questo concerto è stato filmato. Il DVD è stato messo in commercio ufficialmente il 10 dicembre in tutto il mondo. L'altro grande momento di questo tour ha avuto luogo durante l'estate del 2006 (8 luglio), quando gli Scorpions hanno dato un grande concerto in Canada, a Québec per il Quebec City Summer Festival, davanti a più di 80.000 persone. Sempre nel 2006 gli Scorpions pubblicarono il DVD 1 Night in Vienna che presentò 14 tracce live e un documentario completo sul gruppo.

### Humanity - Hour 1eSting in the Tail(2007-2010)
Il 25 maggio 2007 è uscito in tutto il mondo un nuovo album del gruppo, intitolato Humanity: Hour I, il 21º degli Scorpions, che ha presentato sonorità inedite per la band e più vicine al nu metal. Il 2 giugno 2007 gli Scorpions si sono esibiti, dopo 8 anni di assenza, in Italia per suonare al festival Gods of Metal all'idroscalo di Milano.

Ci sarà Humanity Hour II?, parole del cantante Klaus Meine: 
(Klaus Meine)
Nel gennaio 2010 viene riportata dal sito della band la notizia che al termine della lunga tournée Get Your Sting and Blackout World Tour che seguirà il nuovo album Sting in the Tail la band si scioglierà definitivamente, chiudendo dopo quasi 50 anni la sua storia.
"Sting in the Tail" è stato pubblicato il 17 marzo 2010 (14 marzo in Grecia), e rappresenta l'ultimo album in studio degli Scorpions. Presenta un suono diverso dai suoi diretti predecessori, in quanto si avvicina molto ai suoni Hard rock/Hard n'Heavy degli anni ottanta, con un suono fresco e pulito e dunque moderno, una sorta di "regalo di addio" ai fans, in particolare a quelli di lunga data.
Il 27 marzo 2010 si sono esibiti nel programma "Wetten Dass..?" assieme al soprano finlandese Tarja Turunen nel primo singolo del nuovo album: "The Good Die Young"!

### Return to ForevereBorn to Touch Your Feelings - Best of Rock Ballads(2014-presente)
Il gruppo, pur annunciando nel gennaio 2010 il ritiro, nel finire del 2014 annuncia la pubblicazione di un nuovo album in studio che viene pubblicato nei primi mesi del 2015; si tratta di un album di brani scritti negli anni 80, in seguito ripresi e registrati tra il 2011 e il 2014.
Nel 2015 gli Scorpions hanno annunciato il diciottesimo album in studio, intitolato Return to Forever e previsto per il 20 febbraio dello stesso anno. Per questo album, il gruppo ha realizzato 19 brani: 12 presenti nella versione standard e 16 in quella deluxe. Ad anticipare la pubblicazione è stato il singolo We Built This House, pubblicato il 30 gennaio per il download digitale.
L'11 marzo 2016 è uscito in edizione limitata una riedizione dell'album denominata Tour Edition contenente 3 dischi di cui il primo è il CD composto dalle 19 tracce registrate per questo album, gli altri sono due DVD che contengono le registrazioni di due concerti del tour 2015; DVD 1 (Live in Brooklyn, 12 settembre 2015), DVD 2 (Live at Hellfest Francia, 20 giugno 2015).
Il 12 settembre 2016 Mikkey Dee, già batterista dei King Diamond e Motörhead, entra a far parte del gruppo. Dee era già turnista dal gennaio 2016, quando aveva sostituito James Kottak.
Il 24 novembre 2017 è stata pubblicata dalla RCA Records la raccolta Born to Touch Your Feelings - Best of Rock Ballads inclusi tre nuovi inediti.
Il 28 aprile 2020, gli Scorpions hanno pubblicato (sul loro canale YouTube) una nuova canzone (un cortometraggio di 2 minuti e 16 secondi) intitolata Sign of Hope, ispirata alla pandemia COVID-19. Tra il 2018 e il 2020 il gruppo ha lavorato all'incisione di un nuovo album di inediti che dovrebbe essere pubblicato nel 2021. Durante il periodo della pandemia, hanno collaborato con Yoshiki per suonare Wind of Change. La performance è stata mostrata nel film documentario del 2023 Yoshiki: Under the Sky.

## Stile ed influenze

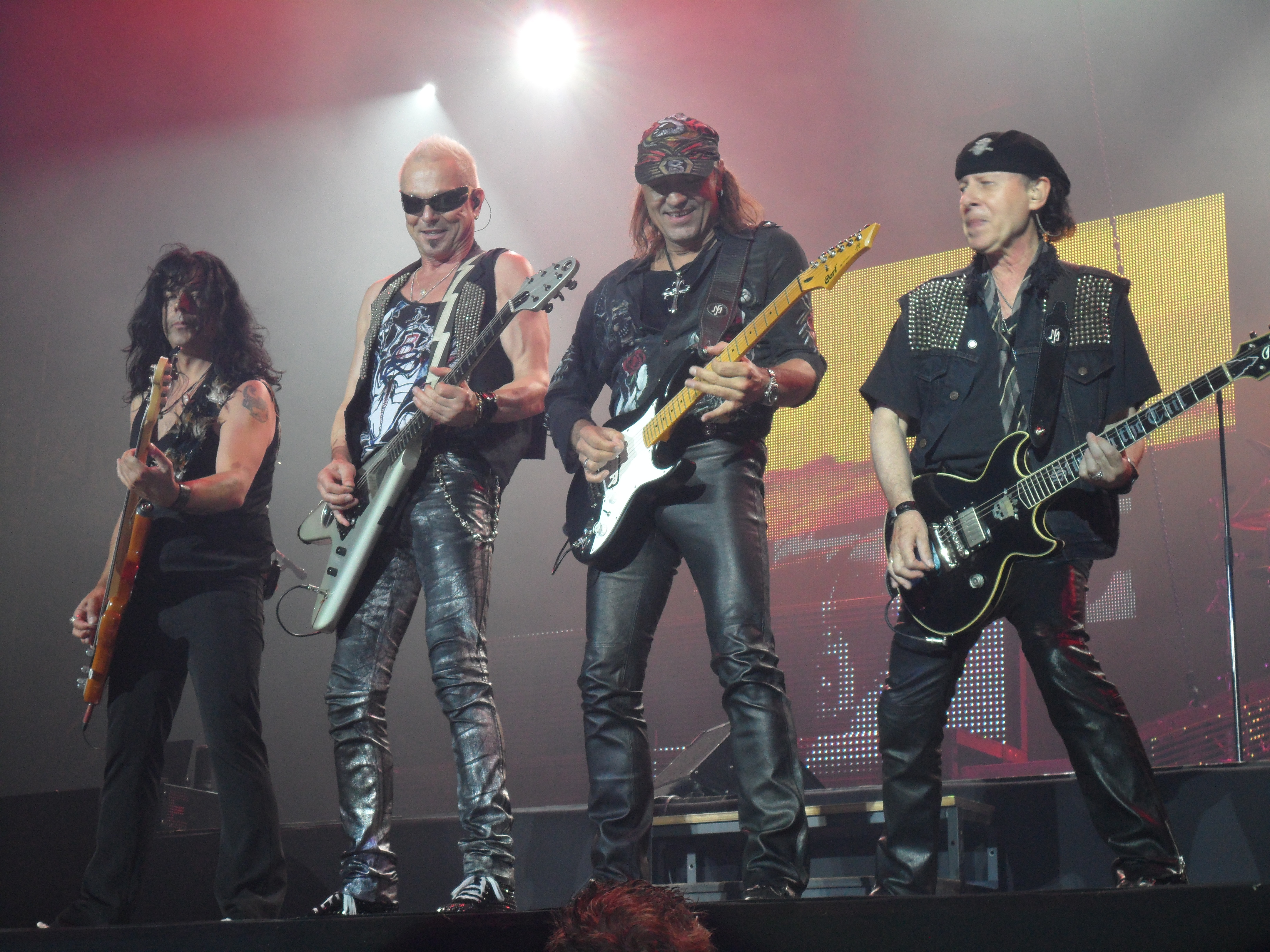
Gli Scorpions nel 2018 in un concerto a Dessel, durante il Graspop Metal Meeting

Il suono hard rock/heavy metal prodotto dagli Scorpions ispirò molte band successive a loro, come Krokus, Accept, Mötley Crüe, Iron Maiden e molti altri, ma soprattutto i connazionali Bonfire, considerati i veri eredi del gruppo tedesco. Gli Scorpions ebbero un ruolo notevole di ispiratori, contribuendo molto alla nascita di vari sottogeneri dell'heavy metal e del rock in generale. Nella sua gioventù, Rudolf Schenker si è detto molto influenzato da gruppi come i Rolling Stones, mentre Klaus Meine è stato influenzato da gruppi meno aggressivi, come i Beatles. Dalle sue notevoli influenze degli anni sessanta, Rudolf Schenker ha mantenuto un modo di suonare settantiano, a differenza di Matthias Jabs che presenta uno stile fluido e veloce caratteristico degli anni ottanta. Il loro primo album, Lonesome Crow, è fortemente orientato sul rock psichedelico allora in voga in Germania, il krautrock. Con il loro secondo album, Fly to the Rainbow, il gruppo inizierà a raggiungere l'hard rock di cui sono noti (tra cui spicca il brano Speedy's Coming). Ma è con il successivo album, In Trance, che gli Scorpions stabiliscono definitivamente il loro genere: l'hard rock psichedelico. In quel momento il loro stile era unico grazie al chitarrista Ulrich Roth, largamente influenzato da Jimi Hendrix, con una vena di neo-classicismo che poteva essere trovata in Ritchie Blackmore dei Deep Purple al momento. Le loro influenze sono visibili: si tratta di gruppi come Led Zeppelin, Deep Purple, Blue Öyster Cult e Alice Cooper.
In seguito alla partenza di Roth il gruppo intraprenderà un punto di svolta per la loro carriera nella modernizzazione del loro genere. Il punto di svolta avvenne con Lovedrive, del 1979, ed è dovuta al contributo decisivo del nuovo chitarrista Matthias Jabs, con il suo suono più moderno di quello di Roth e più vicino a uno stile paragonabile a quello di Eddie Van Halen. Questo è il suono che si riunirà nel corso degli anni ottanta, sinonimo di successo internazionale per il gruppo.
Gli Scorpions sono considerati importanti esponenti dell'heavy metal, hanno influenzato molti gruppi ed hanno rappresentato il suono heavy metal caratteristico degli anni ottanta. La cristallinità delle loro canzoni e i loro arpeggi hanno influenzato gruppi e singoli artisti come Dokken, Def Leppard, Ronnie James Dio e Bon Jovi. Lovedrive, Blackout e Love at First Sting sono considerati tra i più grandi album di heavy metal, mentre Tokyo Tapes e World Wide Live sono considerate come parte dei migliori live rock. Gli Scorpions sono stati nominati la 46a più grande band di hard rock di VH1. La rivista Rolling Stone ha definito gli Scorpions "gli eroi dell'heavy metal".

## Formazione

### Formazione attuale
- Klaus Meine - voce (1968-presente)
- Matthias Jabs - chitarra solista, (1979-presente)
- Rudolf Schenker - chitarra ritmica, (1965-presente)
- Paweł Mąciwoda - basso, (2005-presente)
- Mikkey Dee - batteria, percussioni (2016-presente)

### Ex membri principali
- Michael Schenker - chitarra (1970-1973)
- Ulrich Roth - chitarra (1973-1979)
- Francis Buchholz - basso (1973-1992)
- Jürgen Rosenthal - batteria (1973-1974)
- Rudy Lenners - batteria (1974-1977)
- Herman Rarebell - batteria (1977-1995)
- Ralph Rieckermann - basso (1992-2002)
- James Kottak - batteria (1995-2016)

## Discografia

### Album in studio
- 1972 - Lonesome Crow
- 1974 - Fly to the Rainbow
- 1975 - In Trance
- 1976 - Virgin Killer
- 1977 - Taken by Force
- 1979 - Lovedrive
- 1980 - Animal Magnetism
- 1982 - Blackout
- 1984 - Love at First Sting
- 1988 - Savage Amusement
- 1990 - Crazy World
- 1993 - Face the Heat
- 1996 - Pure Instinct
- 1999 - Eye II Eye
- 2004 - Unbreakable
- 2007 - Humanity: Hour I
- 2010 - Sting in the Tail
- 2015 - Return to Forever
- 2022 - Rock Believer